# Portugués del Centronordeste brasileño

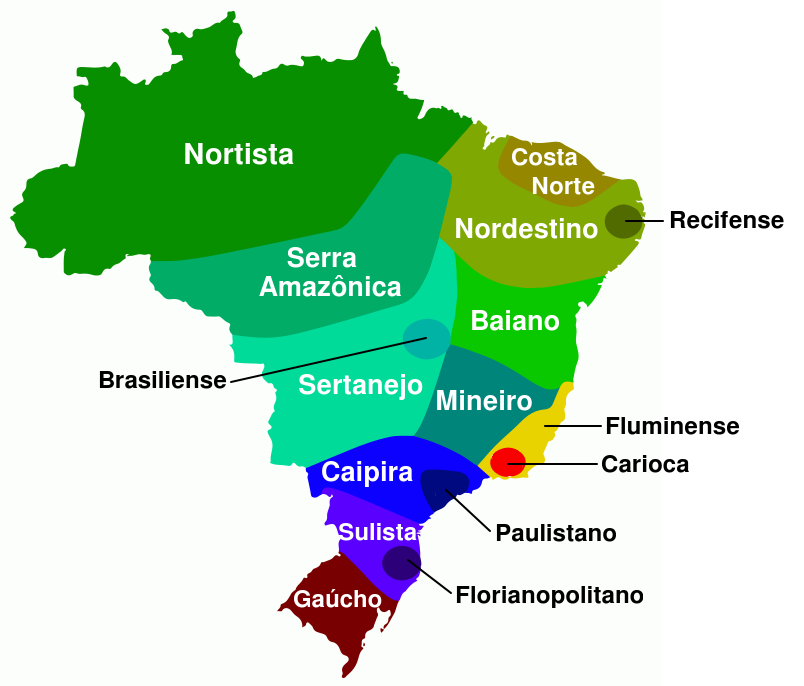
Dialectos del portugués brasileño, con el acento nordestino:
nordestino
dialeto da costa norte
recifense

Portugués del Centronordeste brasileño (oír) es un dialecto del idioma portugués hablado en la mayor parte de la Región Nordeste de Brasil, más específicamente en los estados brasileños de Rio Grande do Norte, Paraíba, Alagoas, Sergipe, Pernambuco (excepto en la "Zona da Mata" y la capital Recife y su área metropolitana), el sur del estado de Ceará (sur y centro-sur, regiones popularmente conocidas como "Cariri"), el norte del estado de Bahía (norte y centro-norte, en el valle del Río São Francisco) y el sudeste del estado de Piauí, allá de parte de la costa oeste y de la región central del estado de Maranhão. Tiene aproximadamente 53078137 hablantes nativos, con ligeras variaciones en función de las regiones donde se habla, y parece ser la raíz de otros dialectos existentes en el Nordeste de Brasil, como el portugués de la costa norte y el portugués recifense.

## Características principales

### Fonéticas
- La "d" y  la "t" antes de la vocal de sonido "i" (/i/), incluso cuando se escribe como "e" es similar al sonido de esas letras en español, portugués europeo, italiano, romeno, gallego y catalán, preservando así la pronunciación proto-indoeuropea (/d̪/ y /t̪/). Esto significa que no son africadas y/o palatalizadas de manera postalveolar (/dʒ/ y  /tʃ/) como en la mayoría de los dialectos del portugués brasileño, aunque también existen estos sonidos en este dialecto, pero solo marginalmente, apareciendo solo en ciertos contextos como regionalismos o en palabras de origen extranjera. Las palabras dia(pt)/día(es) e tia(pt)/tía(es), por ejemplo, tienen pronunciaciones similares en ambos idiomas, solo diferenciando la pronunciación de la letra "a": en portugués tenemos ['d̪iɐ] y ['t̪iɐ], aunque en español tenemos ['d̪ia] y ['t̪ia].
- Las consonantes /s/ y /z/ son generalmente palatizadas antes de las consonantes "t" y "d" en /ʃ/ y /ʒ/, respectivamente. Así, la palabra astro ("estrella") se pronuncia ['aʃtru], e la palabra desdém ("desdén") se pronuncia [dɛʒ'dẽj]. Pero la palatalización antes de "t" es siempre vista con mayor frecuencia en todas las regiones, mientras que la palatalización antes de "d" sufre una mayor variación, y puede no ocurrir en muchos lugares. En algunas regiones, como el sudeste de Piauí y el sureste de Maranhão, hay también palatalización antes de las consonantes "l" y "n" en /ʒ/.
- Las sílabas que terminan en plural "des", "dis", "tes" y "tis", se realizan africadas alveolares /dz/ y /ts/, de forma similar al sonido de la "zz" en palabras italianas como mezzo ("mitad") y cazzo ("carajo"). Por ejemplo, idades ("edades") se pronuncia [i'dadz], y quites ("en igualdad") es hablado ['kits].
- La "r" inicial de palabras y la "rr" tienen sus sonidos glotalizados en [h] (similar tanto al sonido de la "s" de encuentros vocálicos en español chileno en "esta" ['ehta] cuanto al sonido de las letras "j" e "g" ante las /i/ y /e/ en español de América en palabras tales cuales "jaca" ['haka] y "gitano" [hi'tãno]), como en resto ("resto") ['hɛʃtu] e arrastar ("arrastrar") [ahaʃ'ta]. Mientras que la "r" en medio de sílabas tien su sonido glotalizado en [ɦ]: força ("fuerza") ['foɦsɐ]. También no es pronunciado la "r" en fin de palabras, como en dever ("deber"), dicho [de've].
- La apertura de las vocales átonas "e" y "o" en las tónicas [ɛ] y [ɔ] se realiza en la mayoría de las regiones donde se habla el dialecto, a través de una regla conocida como armonía vocálica, como en rebolar ("jugar fuera", "tirar a la basura"), dicho [hɛbɔ'la].[2][3] Pero en palabras derivadas eso tratamiento es diferente en cada región, como en mesada ("pensión"), que se deriva de mês ("mes"), y es dicha [mɛ'zadɐ] solo en Alagoas, Sergipe y norte de Bahía, influenciado por portugués de Bahía, y [me'zadɐ] en las demás regiones donde se habla el dialecto.
- También es común reemplazar las vocales "e" y "o" en /ɪ/ y /ʊ/ respectivamente, en ciertos contextos donde estas vocales no sean terminaciones de palabras, con la finalidad de mantener la regla de la armonía vocálica. Esto es compartido con algunos dialectos brasileños en mayor o menor grado, especialmente el portugués carioca, y es similar a muchas pronunciaciones de la "i" y de la "oo" en inglés, en palabras como big y good, respectivamente. Así siendo, escola ("escuela") es dicho [ɪs'kɔlɐ] y botão ("botón") es dicho [bʊ'tɐ̃w].
- Hay también monoptongación de "ei" en "e", como en feijão ("frijol") que es dicho [fe'ʒɐ̃w], y la diptongación de las vocales antes del sonido /s/, como em mês ("mes") que es dicho ['mejs], o capaz ("capaz") que es dicho [ka'pajs].
- Existe el yeísmo en algunas regiones, pero no es tan pronunciado como en español de América. Generalmente, cuando ocurre, eso yeísmo es acompañado de reducción vocálica de la "lh" y la "nh" (que representan los sonidos /ʎ/ y /ɲ/, que son representados en español por la "ll" e la "ñ", respectivamente), y, a veces seguido de la reducción silábica. Solo es más pronunciado en conversaciones muy coloquiales. Ejemplo: velho ("viejo") puede ser dicho ['vɛj] en lugar de ['vɛʎu].

#### Fonemas existentes en el dialecto
| Vocal        | Anteriores                     | Semianteriores | Central             | Semiposteriores | Posteriores                    |
| ------------ | ------------------------------ | -------------- | ------------------- | --------------- | ------------------------------ |
| Cerrada      | e, i, í [i] em, en, im, in [ĩ] |                |                     |                 | o, u, ú [u] om, on, um, un [ũ] |
| Semicerrada  | e, ê [e] em, en [ẽ]            |                |                     |                 | o, ô [o] om, on, õ [õ]         |
| Semiabierta  | e, é [ɛ]                       |                |                     |                 | o, ó [ɔ]                       |
| Abierta      |                                |                | a, á, à [ä]         |                 |                                |
| Casi abierta |                                |                | a [ɐ] am, an, ã [ɐ̃] |                 |                                |
| Casi cerrada |                                | e [ɪ]          |                     | o [ʊ]           |                                |

|                 | Labial      | Dental      | Alveolar                                | Post- alveolar              | Palatal      | Velar               | Glotal          |
| --------------- | ----------- | ----------- | --------------------------------------- | --------------------------- | ------------ | ------------------- | --------------- |
| Oclusiva        | p [p] b [b] | t [t] d [d] |                                         |                             |              | c, qu [k] g, gu [ɡ] |                 |
| Aproximante     |             |             |                                         | l, u [w]                    | i [j]        |                     |                 |
| Africada        |             |             | tes, tis [ts] des, dis [dz]             |                             |              |                     |                 |
| Fricativa       | f [f] v [v] |             | c, s, ç, ss, sc, sç, xc [s] s, z, x [z] | j, s, z [ʒ] x, ch, s, z [ʃ] |              |                     | r, rr [h] r [ɦ] |
| Nasal           | m [m]       |             | n [n]                                   |                             | nh [ɲ] ~ [ȷ̃] |                     |                 |
| Lateral         |             |             | l [l]/[ɫ]                               |                             | lh [ʎ]       |                     |                 |
| Vibrante simple |             |             | r [ɾ]                                   |                             |              |                     |                 |

### Gramaticales
- En general, hay inversión de orden del adverbio de negación.

Não sei (Portugués estándar)
Sei não (Portugués del Centronordeste brasileño)
No sé/No lo sé (Español)
- El pronombre tu ("tu" o "vos") se utiliza de manera complementaria con el você/vocês ("usted/ustedes").[4] En general, "tu" se conjuga en la tercera persona del singular en el habla popular, y "usted" es un pronombre de tratamiento, que se puede utilizar manera culta (por respeto) o coloquial, y también se conjuga en tercera persona del singular.

Tu fostes/Você foi (Portugués estándar)
Tu foi/Você foi (Portugués del Centronordeste brasileño)
Tu fuiste/Vos fuiste (Español)
- Del mismo modo, no se utiliza el pronombre reflexivo se como correspondiente al número cardinal espãnol "uno" en la mayoría de los casos, solo en situaciones formales. En general, el correspondiente en portugués para "uno" en este dialecto es la expresión a gente (literalmente "nosotros"), que se conjuga en tercera persona del singular.

Uno debe pensar antes de actuar. (Español)
Deve-se pensar antes de agir. (Portugués estándar)
A gente deve pensar antes de agir. (Portugués del Centronordeste brasileño)
- No se utilizan artículos determinados delante de los adjetivos posesivos ni delante de frases que empiezan con nombres propios como en gran parte de los hablantes de portugués. Así siendo, esta característica está más próxima de lo que se emplea en español.

A Maria saiu. Ela é a minha irmã. (Portugués estándar)
Maria saiu. Ela é minha irmã. (Portugués del Centronordeste brasileño)
María salió. Ella es mi hermana. (Español)